# Großer Preis von Kanada 2004
Der Große Preis von Kanada 2004 (offiziell Formula 1 Grand Prix du Canada 2004) fand am 13. Juni auf dem Circuit Gilles-Villeneuve in Montreal statt und war das achte Rennen der Formel-1-Weltmeisterschaft 2004.

## Berichte

### Hintergründe
Nach dem Großen Preis von Europa führte Michael Schumacher in der Fahrerwertung mit 14 Punkten vor Rubens Barrichello und mit 22 Punkten vor Jenson Button. In der Konstrukteurswertung führte Ferrari mit 45 Punkten vor Renault und mit 60 Punkten vor BAR-Honda.
Vor dem Rennwochenende gab es einen Fahrerwechsel: Timo Glock debütierte bei Jordan für Giorgio Pantano, welcher aus persönlichen Gründen nicht antrat.
Mit Michael Schumacher (sechsmal) und Ralf Schumacher (einmal) traten zwei ehemalige Sieger zu diesem Grand Prix an.

### Training
Die letzten sechs Teams der Konstrukteursmeisterschaft 2003 waren berechtigt, am Freitag im freien Training ein drittes Auto einzusetzen. Diese Fahrer fuhren am Freitag, traten aber weder im Qualifying noch im Rennen an. Anthony Davidson (BAR-Honda), Björn Wirdheim (Jaguar-Cosworth), Ricardo Zonta (Toyota) und Bas Leinders (Minardi-Cosworth) nahmen in dieser Funktion an den Freitagstrainings teil.
Am Freitag fuhr Michael Schumacher in 1:14,013 Minuten die schnellste Runde.
Am Samstag war dann Jarno Trulli mit 1:12,629 Minuten der Schnellste vor Fernando Alonso und Button.

### Qualifying
Im ersten Qualifying, in dem die Startpositionen für das zweite Qualifying ermittelt wurden, erzielte Ralf Schumacher die schnellste Zeit vor Juan Pablo Montoya und Alonso.
Im Qualifying war ebenfalls Ralf Schumacher der Schnellste und sicherte sich so die Pole-Position. Zweiter wurde Button vor Trulli auf Platz 3. Die beiden Ferrari qualifizierten sich auf den Plätzen 6 (Michael Schumacher) und 7 (Barrichello).

### Rennen
Beim Start kam Ralf Schumacher gut weg und behielt die Führung. Hinter ihm überholte Trulli Button, doch der Italiener musste nach wenigen hundert Metern aufgrund eines Achswellenschadens aufgeben. Alonso nutzte dies aus und machte zwei Positionen gut, sodass er den dritten Platz belegte. Weiter hinten rammte Christian Klien David Coulthard von hinten: Das Auto des Österreichers prallte daraufhin gegen das seines Teamkollegen Mark Webber. Letzterer musste wegen der Folgen der Kollision aufgeben. Am Ende der ersten Runde führte Ralf Schumacher vor Button, Alonso, Montoya, Michael Schumacher, Kimi Räikkönen, Barrichello und Cristiano da Matta. In den folgenden Runden fuhr der deutsche Fahrer einen Vorsprung auf seine Verfolger heraus, während hinter ihm Räikkönen und Barrichello um den sechsten Platz kämpften. Der Brasilianer überholte seinen Rivalen in der sechsten Runde nach einem hitzigen Duell. In Runde 11 war Coulthard der erste Fahrer, der seinen ersten Stopp einlegte, eine Runde später folgte sein Teamkollege Räikkönen. Beim Verlassen der Box überquerte der finnische Fahrer die weiße Linie, die die Ausfahrt aus der Boxengasse begrenzte, ein Verstoß, der ihn eine Durchfahrtsstrafe kostete.
Auch Montoya, Button und Ralf Schumacher tankten später nach und ließen Alonso, Michael Schumacher und Barrichello an der Spitze zurück, die mit einer Zwei-Stopp-Strategie starteten. Als auch diese drei ihre ersten Boxenstopps einlegten (Alonso verlor durch ein Tankproblem viel Zeit), übernahm Ralf Schumacher erneut die Führung vor Button, Michael Schumacher, Montoya, Barrichello und Alonso. Unterdessen überfuhr Nick Heidfeld, der ebenfalls mit einer Zwei-Stopp-Strategie startete, den Tanker an der Box, was glücklicherweise außer einem Zeitverlust für den deutschen Fahrer und einigen blauen Flecken für den Mechaniker keine Konsequenzen hatte. Der letzte Fahrer, der zum ersten Mal tankte, war Giancarlo Fisichella in Runde 25; Nur vier Runden später betrat Montoya, der Michael Schumacher verfolgte, die Box für seinen zweiten Stopp. Räikkönen, Button und Ralf Schumacher folgten jeweils in Runde 30, 31 und 32. Damit übernahm Michael Schumacher die Führung, gefolgt von seinem Teamkollegen und seinem Bruder.
Barrichello tankte in Runde 44 nach und kehrte als Sechster auf die Strecke zurück. Gleichzeitig schied Alonso wegen eines Problems mit der Hinterradaufhängung aus. Räikkönen kam eine Runde später an die Box, während Michael Schumacher in Runde 46 tankte und vor Button wieder einstieg. Zwei Runden später kehrte Ralf Schumacher an die Box zurück: Sein Bruder übernahm daraufhin die Führung, während Barrichello den Nachschub von Button und Montoya nutzte und auf den dritten Platz vorrückte. Sechster wurde Räikkönen, gefolgt von Fisichella, da Matta und Coulthard. In Runde 60 fuhr der Finne zum fünften Mal seit Rennbeginn an die Box, um das Lenkrad auszutauschen und zu versuchen, einige elektronische Probleme zu lösen, die während des Rennens aufgetreten waren. Der Vorgang kostete ihn eine Position, er verlor seinen Platz an Fisichella. Zwei Runden später krachte der Teamkollege des Italieners, Felipe Massa, aufgrund einer gebrochenen Aufhängung in die Streckenbegrenzung. Der brasilianische Fahrer blieb unverletzt. In den Schlussrunden versuchte Montoya vergeblich Button für den vierten Platz zu überholen. Es gab keine weiteren Positionswechsel und Michael Schumacher gewann zum siebten Mal der Saison vor Ralf Schumacher, Barrichello, Button, Montoya, Fisichella, Räikkönen und Coulthard.
Am Ende des Rennens wurden Williams und Toyota jedoch wegen der unregelmäßigen Abmessungen der vorderen Bremslufteinlässe disqualifiziert. Ralf Schumacher, Montoya, Olivier Panis und da Matte verloren ihre Plätze. Button rückte dann auf den dritten Platz vor, während Coulthard, Glock (bei seinem Debüt in den Punkterängen) und Heidfeld in die Punkteränge fuhren.
Sowohl in der Fahrer- als auch in der Konstrukteurswertung blieben die ersten drei Positionen unverändert. 

## Meldeliste
| Team                       | Nr. | Fahrer               | Chassis        | Motor                 | Reifen |
| -------------------------- | --- | -------------------- | -------------- | --------------------- | ------ |
| Scuderia Ferrari Marlboro  | 01  | Michael Schumacher   | Ferrari F2004  | Ferrari 3.0 V10       | B      |
| Scuderia Ferrari Marlboro  | 02  | Rubens Barrichello   | Ferrari F2004  | Ferrari 3.0 V10       | B      |
| BMW.WilliamsF1 Team        | 03  | Juan Pablo Montoya   | Williams FW26  | BMW 3.0 V10           | M      |
| BMW.WilliamsF1 Team        | 04  | Ralf Schumacher      | Williams FW26  | BMW 3.0 V10           | M      |
| West McLaren Mercedes      | 05  | David Coulthard      | McLaren MP4-19 | Mercedes-Benz 3.0 V10 | M      |
| West McLaren Mercedes      | 06  | Kimi Räikkönen       | McLaren MP4-19 | Mercedes-Benz 3.0 V10 | M      |
| Mild Seven Renault F1 Team | 07  | Jarno Trulli         | Renault R24    | Renault 3.0 V10       | M      |
| Mild Seven Renault F1 Team | 08  | Fernando Alonso      | Renault R24    | Renault 3.0 V10       | M      |
| Lucky Strike BAR Honda     | 09  | Jenson Button        | BAR 006        | Honda 3.0 V10         | M      |
| Lucky Strike BAR Honda     | 10  | Takuma Satō          | BAR 006        | Honda 3.0 V10         | M      |
| Lucky Strike BAR Honda     | 35  | Anthony Davidson     | BAR 006        | Honda 3.0 V10         | M      |
| Sauber Petronas            | 11  | Giancarlo Fisichella | Sauber C23     | Petronas 3.0 V10      | B      |
| Sauber Petronas            | 12  | Felipe Massa         | Sauber C23     | Petronas 3.0 V10      | B      |
| Jaguar Racing              | 14  | Mark Webber          | Jaguar R5      | Cosworth 3.0 V10      | M      |
| Jaguar Racing              | 15  | Christian Klien      | Jaguar R5      | Cosworth 3.0 V10      | M      |
| Jaguar Racing              | 37  | Björn Wirdheim       | Jaguar R5      | Cosworth 3.0 V10      | M      |
| Panasonic Toyota Racing    | 16  | Cristiano da Matta   | ToyotaTF104    | Toyota 3.0 V10        | M      |
| Panasonic Toyota Racing    | 17  | Olivier Panis        | ToyotaTF104    | Toyota 3.0 V10        | M      |
| Panasonic Toyota Racing    | 38  | Ricardo Zonta        | ToyotaTF104    | Toyota 3.0 V10        | M      |
| Jordan-Ford                | 18  | Nick Heidfeld        | Jordan EJ14    | Ford 3.0 V10          | B      |
| Jordan-Ford                | 19  | Giorgio Pantano      | Jordan EJ14    | Ford 3.0 V10          | B      |
| Jordan-Ford                | 19  | Timo Glock           | Jordan EJ14    | Ford 3.0 V10          | B      |
| Minardi F1 Team            | 20  | Gianmaria Bruni      | Minardi PS04B  | Cosworth 3.0 V10      | B      |
| Minardi F1 Team            | 21  | Zsolt Baumgartner    | Minardi PS04B  | Cosworth 3.0 V10      | B      |
| Minardi F1 Team            | 40  | Bas Leinders         | Minardi PS04B  | Cosworth 3.0 V10      | B      |

Anmerkungen
1. 1 2 3 4  Nahm nur am Freitagstraining teil.

## Klassifikationen

### Qualifying
| Pos. | Fahrer               | Konstrukteur     | Q1         | Q2         | Start |
| ---- | -------------------- | ---------------- | ---------- | ---------- | ----- |
| 01   | Ralf Schumacher      | Williams-BMW     | 1:12,441   | 1:12,275   | 01    |
| 02   | Jenson Button        | BAR-Honda        | 1:13,333   | 1:12,341   | 02    |
| 03   | Jarno Trulli         | Renault          | 1:13,149   | 1:13,023   | 03    |
| 04   | Juan Pablo Montoya   | Williams-BMW     | 1:12,746   | 1:13,072   | 04    |
| 05   | Fernando Alonso      | Renault          | 1:12,826   | 1:13,308   | 05    |
| 06   | Michael Schumacher   | Ferrari          | 1:13,463   | 1:13,355   | 06    |
| 07   | Rubens Barrichello   | Ferrari          | 1:13,782   | 1:13,562   | 07    |
| 08   | Kimi Räikkönen       | McLaren-Mercedes | 1:13,602   | 1:13,595   | 08    |
| 09   | David Coulthard      | McLaren-Mercedes | 1:13,206   | 1:13,681   | 09    |
| 10   | Christian Klien      | Jaguar-Cosworth  | 1:14,751   | 1:14,532   | 10    |
| 11   | Giancarlo Fisichella | Sauber-Petronas  | 1:13,663   | 1:14,674   | 11    |
| 12   | Cristiano da Matta   | Toyota           | 1:13,807   | 1:14,851   | 12    |
| 13   | Olivier Panis        | Toyota           | 1:14,166   | 1:14,891   | 13    |
| 14   | Mark Webber          | Jaguar-Cosworth  | 1:14,715   | 1:15,148   | 14    |
| 15   | Nick Heidfeld        | Jordan-Ford      | 1:15,657   | 1:15,321   | 15    |
| 16   | Timo Glock           | Jordan-Ford      | 1:16,865   | 1:16,323   | 16    |
| 17   | Takuma Satō          | BAR-Honda        | 1:12,989   | 1:17,004   | Box   |
| 18   | Zsolt Baumgartner    | Minardi-Cosworth | 1:17,903   | 1:17,064   | 17    |
| 19   | Felipe Massa         | Sauber-Petronas  | 1:14,392   | keine Zeit | 18    |
| 20   | Gianmaria Bruni      | Minardi-Cosworth | keine Zeit | keine Zeit | Box   |

Anmerkungen
1. ↑  Satō startete das Rennen aus der Boxengasse, da an seinem Wagen Teile getauscht wurde, als er unter Parc-fermé-Bedingungen stand.
2. ↑  Bruni wurde erlaubt zu starten, da er im freien Training ausreichend schnell gefahren war.
3. ↑  Bruni startete das Rennen aus der Boxengasse, da an seinem Wagen Teile getauscht wurde, als er unter Parc-fermé-Bedingungen stand.

### Rennen
| Pos. | Fahrer               | Konstrukteur     | Runden | Stopps | Zeit        | Start | Schnellste Runde |
| ---- | -------------------- | ---------------- | ------ | ------ | ----------- | ----- | ---------------- |
| 01   | Michael Schumacher   | Ferrari          | 70     | 2      | 1:28:24,803 | 06    | 1:13,630 (18.)   |
| 02   | Rubens Barrichello   | Ferrari          | 70     | 2      | + 5,108     | 07    | 1:13,622 (68.)   |
| 03   | Jenson Button        | BAR-Honda        | 70     | 3      | + 20,409    | 02    | 1:14,246 (68.)   |
| 04   | Giancarlo Fisichella | Sauber-Petronas  | 69     | 2      | + 1 Runde   | 11    | 1:15,078 (47.)   |
| 05   | Kimi Räikkönen       | McLaren-Mercedes | 69     | 5      | + 1 Runde   | 08    | 1:14,752 (44.)   |
| 06   | David Coulthard      | McLaren-Mercedes | 69     | 3      | + 1 Runde   | 09    | 1:15,478 (55.)   |
| 07   | Timo Glock           | Jordan-Ford      | 68     | 2      | + 2 Runden  | 16    | 1:16,300 (42.)   |
| 08   | Nick Heidfeld        | Jordan-Ford      | 68     | 2      | + 2 Runden  | 15    | 1:15,890 (18.)   |
| 09   | Christian Klien      | Jaguar-Cosworth  | 67     | 4      | + 3 Runden  | 10    | 1:15,731 (45.)   |
| 10   | Zsolt Baumgartner    | Minardi-Cosworth | 66     | 2      | + 4 Runden  | 18    | 1:17,516 (64.)   |
| –    | Felipe Massa         | Sauber-Petronas  | 62     | 3      | DNF         | 17    | 1:15,560 (25.)   |
| –    | Takuma Satō          | BAR-Honda        | 48     | 2      | DNF         | Box   | 1:15,076 (25.)   |
| –    | Fernando Alonso      | Renault          | 44     | 1      | DNF         | 05    | 1:14,179 (41.)   |
| –    | Gianmaria Bruni      | Minardi-Cosworth | 30     | 1      | DNF         | Box   | 1:18,025 (25.)   |
| –    | Mark Webber          | Jaguar-Cosworth  | 6      | 1      | DNF         | 14    | 1:16,739 (06.)   |
| –    | Jarno Trulli         | Renault          | 0      | 0      | DNF         | 03    | –                |
| DSQ  | Ralf Schumacher      | Williams-BMW     | 70     | 3      | –           | 01    | 1:14,040 (70.)   |
| DSQ  | Juan Pablo Montoya   | Williams-BMW     | 70     | 3      | –           | 04    | 1:14,295 (69.)   |
| DSQ  | Cristiano da Matta   | Toyota           | 69     | 2      | –           | 12    | 1:15,652 (39.)   |
| DSQ  | Olivier Panis        | Toyota           | 69     | 2      | –           | 13    | 1:16,045 (23.)   |

Anmerkungen
1. 1 2 3 4  Ralf Schumacher, Montoya, da Matta und Panis wurden aufgrund illegaler Bremsbelüftungen nach dem Rennen disqualifiziert.

## WM-Stände nach dem Rennen
Die ersten acht jedes Rennens bekamen 10, 8, 6, 5, 4, 3, 2 bzw. 1 Punkt(e).

### Fahrerwertung
| Pos. | Fahrer               | Konstrukteur     | Punkte |
| ---- | -------------------- | ---------------- | ------ |
| 01   | Michael Schumacher   | Ferrari          | 70     |
| 02   | Rubens Barrichello   | Ferrari          | 54     |
| 03   | Jenson Button        | BAR-Honda        | 44     |
| 04   | Jarno Trulli         | Renault          | 36     |
| 05   | Fernando Alonso      | Renault          | 25     |
| 06   | Juan Pablo Montoya   | Williams-BMW     | 24     |
| 07   | Ralf Schumacher      | Williams-BMW     | 12     |
| 08   | Giancarlo Fisichella | Sauber-Petronas  | 10     |
| 09   | Takuma Satō          | BAR-Honda        | 8      |
| 10   | David Coulthard      | McLaren-Mercedes | 7      |
| 11   | Kimi Räikkönen       | McLaren-Mercedes | 5      |

| Pos. | Fahrer             | Konstrukteur     | Punkte |
| ---- | ------------------ | ---------------- | ------ |
| 12   | Felipe Massa       | Sauber-Petronas  | 5      |
| 13   | Cristiano da Matta | Toyota           | 3      |
| 14   | Mark Webber        | Jaguar-Cosworth  | 3      |
| 15   | Nick Heidfeld      | Jordan-Ford      | 3      |
| 16   | Timo Glock         | Jordan-Ford      | 2      |
| 17   | Olivier Panis      | Toyota           | 1      |
| 18   | Christian Klien    | Jaguar-Cosworth  | 0      |
| 19   | Zsolt Baumgartner  | Minardi-Cosworth | 0      |
| 20   | Giorgio Pantano    | Jordan-Ford      | 0      |
| 21   | Gianmaria Bruni    | Minardi-Cosworth | 0      |

### Konstrukteurswertung
| Pos. | Konstrukteur    | Punkte |
| ---- | --------------- | ------ |
| 01   | Ferrari         | 124    |
| 02   | Renault         | 61     |
| 03   | BAR-Honda       | 52     |
| 04   | Williams-BMW    | 36     |
| 05   | Sauber-Petronas | 15     |

| Pos. | Konstrukteur     | Punkte |
| ---- | ---------------- | ------ |
| 06   | McLaren-Mercedes | 12     |
| 07   | Jordan-Ford      | 5      |
| 08   | Toyota           | 4      |
| 09   | Jaguar-Cosworth  | 3      |
| 10   | Minardi-Cosworth | 0      |